# Szalakótafélék
A szalakótafélék (Coraciidae) a madarak osztályának szalakótaalakúak (Coraciiformes) rendjébe tartozó család. 2 nem és 12 faj tartozik a családba.

## Rendszerezés
A család az alábbi nemeket és fajokat foglalja magában.
- Coracias  (Linnaeus, 1758) – 9 faj.
  - európai szalakóta (Coracias garrulus)
  - fecskefarkú szalakóta (Coracias abyssinicus)
  - villásfarkú szalakóta (Coracias caudata)
  - zászlósfarkú szalakóta (Coracias spatulata)
  - zöldhátú szalakóta (Coracias naevius)
  - bengál szalakóta (Coracias benghalensis)
  - indokínai szalakóta (Coracias affinis), korábban (Coracias benghalensis affinis)
  - kucsmás szalakóta (Coracias temminckii)
  - kékhasú szalakóta (Coracias cyanogaster)

- Eurystomus  (Vieillot, 1816) – 4 faj
  - lilatorkú csörgőmadár (Eurystomus glaucurus)
  - kéktorkú csörgőmadár (Eurystomus gularis)
  - kéknyakú csörgőmadár vagy dollármadár (Eurystomus orientalis)
  - lila dollármadár (Eurystomus azureus)

## Képek

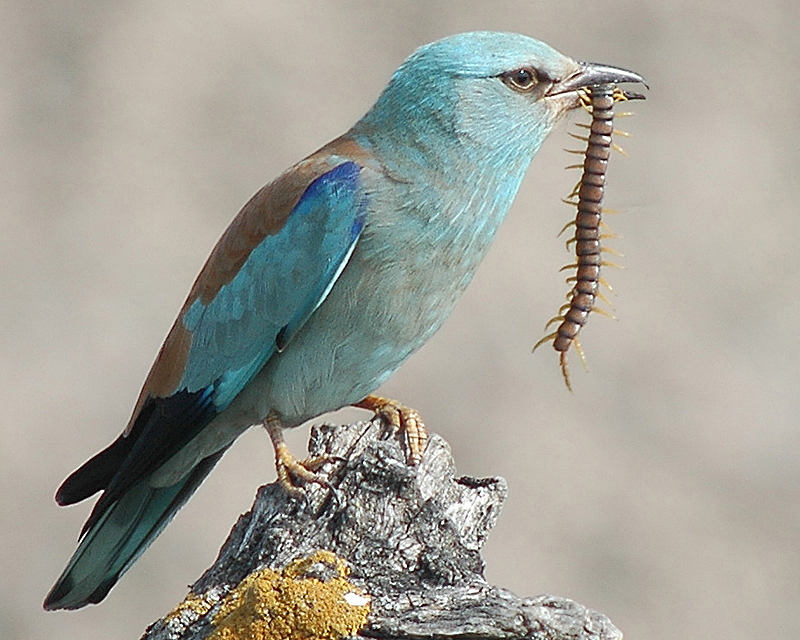
Európai szalakóta (Coracias garrulus)
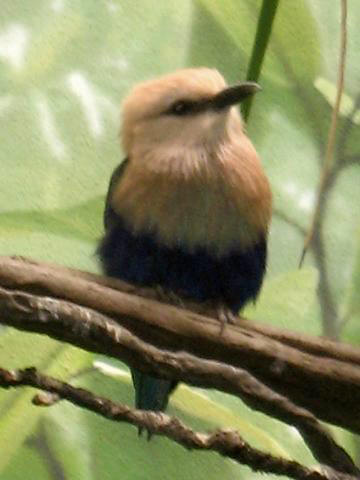
Kékhasú szalakóta (Coracias cyanogaster)
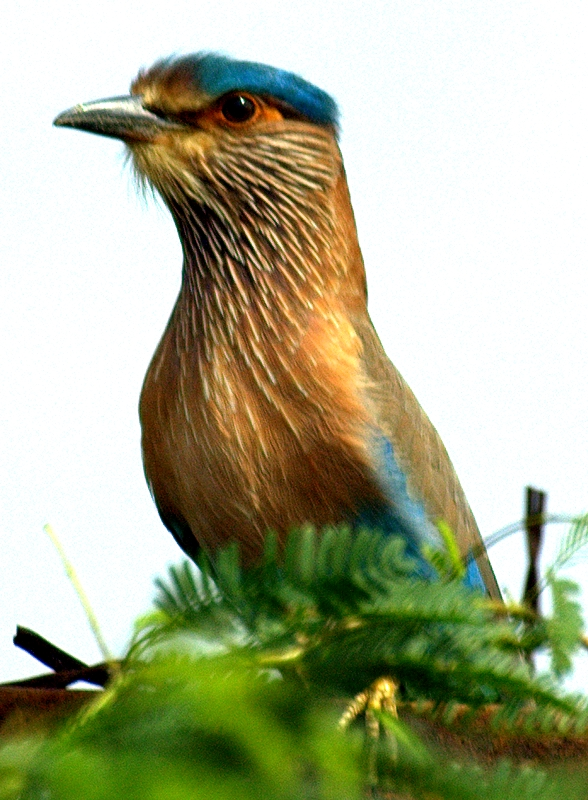
Bengál szalakóta (Coracias benghalensis)
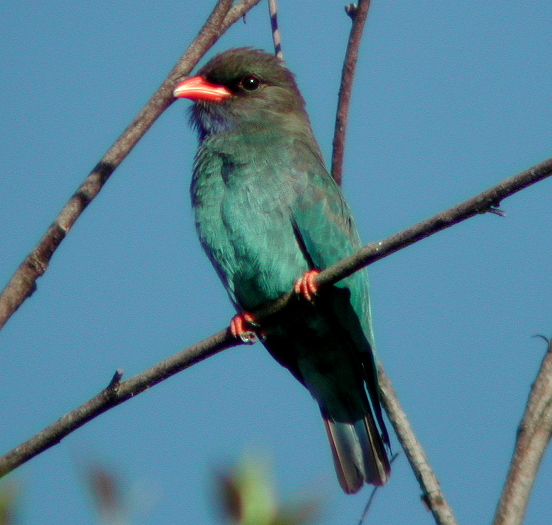
Kéknyakú csörgőmadár (Eurystomus orientalis)